# 靭帯
靭帯（じんたい、羅: ligamentum; 英: ligament）は、骨同士を繋ぐ強靭な結合組織の短い束である。

## 性質
骨と骨を繋ぎ関節を形作り、また補強する役割を持つ。主成分は長いコラーゲンの繊維である。靭帯には関節の可動域を制限する働きもある。なお、骨と骨格筋を繋ぐのは靭帯ではなく腱である。また、靭帯に関する学問は「靭帯学」(syndesmology) である。
関節包靭帯は関節包の一部となって関節を包み、機械的な強度を増すのに役立っている。関節包外靭帯は骨と骨の剥離を防ぎ、関節を安定させる役割を持っている。
靭帯には若干の弾性があり、張力がかかると次第に伸びていく。脱臼した場合、できるだけ早期に整復する必要があるのは、一つにはこのためである。治療が遅れると靭帯が伸び過ぎ、関節の強度が落ち、習慣的な脱臼の元になる。

## 種類
| - 頸椎 - 前縦靭帯 - 後縦靭帯 - 黄色靭帯 - 肩 - 肩鎖靭帯 - 烏口鎖骨靭帯 - 上関節上腕靭帯 - 中関節上腕靭帯 - 下関節上腕靭帯 | - 肘関節 - 内側側副靭帯 - 外側側副靭帯 - 橈骨輪状靭帯 - 方形靭帯 - 膝関節 - 前十字靭帯 - 後十字靭帯 - 内側側副靭帯 - 外側側副靭帯 - 膝蓋靭帯 | - 足関節 - 三角靱帯 - 前脛腓靭帯 - 後脛腓靭帯 - 前距腓靭帯 - 後距腓靭帯 - 踵腓靭帯 |